# Horsens Vestbaner
Horsens Vestbaner (HV) var en dansk privatbane, der startede med Horsens-Tørring Banen (HTB) – eller Tørringbanen – i 1891. Tørringbanen blev i 1929 forlænget til Thyregod og Ejstrupholm og indgik sammen med forlængelserne i det ny selskab Horsens Vestbaner.

## Horsens-Tørring Banen
Den 27,8 km lange strækning Horsens-Tørring havde hjemmel i Lov af 12. april 1889, og eneretsbevilling blev givet 22. november 1889. Banen blev åbnet 1. december 1891 som smalsporet jernbane (1.000 mm). Persontogene blev i Horsens ført ind til perron 2 på et 4-strenget spor, og personekspeditionen blev varetaget af DSB. Der blev anlagt en særlig godsstation.
23. april 1899 åbnedes Horsens-Bryrup Jernbane, der ligesom Tørringbanen var smalsporet. Bryrupbanen benyttede Tørringbanens 6,6 km lange spor mellem Horsens og Lund mod en årlig leje. Skinnerne var meget lette (12,5 kg/m), så på strækningen Horsens-Lund, der blev slidt mest, måtte de allerede i 1911 udskiftes med kraftigere skinner på 27,5 kg/m.
I Horsens gav tilføjelsen af Bryrupbanen anledning til opførelse af privatbanestationen, så de to smalsporsbaner ikke blandede spor med DSB. Her kunne de selv ekspedere passagererne, som kunne gå ad en "trappeviadukt" over DSB-sporene til Horsens Station.

## Horsens Vestbaner
Den store jernbanelov fra 1908 indeholdt en bane fra Tørring over Tinnet Vesterlund til Thyregod. Loven krævede ikke, at banen skulle drives sammen med Horsens-Tørring, men ministeren kunne give tilladelse til, at den blev anlagt som smalsporet, hvilket nok var en forudsætning for samdrift. Løsningen på problemet kom først med den næste store jernbanelov fra 1918, som tilføjede en bane fra Rask Mølle over Åle, Klovborg og Nørre Snede til Ejstrupholm med tilhørende ombygning af Horsens-Tørring banen til normalsporet. Eneretsbevilling blev givet 1. december 1919 i henhold til 1918-loven og 31. december 1919 i henhold til 1908-loven, men arbejdet startede først i 1923.
15. april 1929 blev normalsporet taget i brug på den gamle strækning, og 16. maj 1929 åbnedes de to forlængelser:
- Tørring-Thyregod, længde 19,5 km.
- Rask Mølle-Ejstrupholm, længde 26,3 km.

Horsens Vestbaners samlede længde blev således 73,6 km. Skinnevægten var overalt på 27,5 kg/m og mindste kurveradius var 1000 fod (314 m). Maksimal stigning var 1:80 på den gamle strækning og 1:70 på de nye.
Også Bryrupbanen blev omlagt til normalspor og forlænget til Silkeborg. På strækningen Horsens-Lund blev der anlagt et spor mere. Bryrupbanen betalte 80% af udvidelsen af underbygningen, så de to baner nu ejede den i fællesskab. Det var ikke en normal dobbeltsporet strækning: hver bane havde sit eget spor, og de blev beskyldt for at køre om kap.
Strækningen Horsens-Lund blev samtidig 0,3 km kortere, fordi Horsens Station – som privatbanerne nu skulle optages på – blev flyttet længere vestpå. Godsstationen blev nedlagt, og DSB overtog al stationstjeneste i Horsens. Da de to privatbaner nu mistede privatbanestationen, flyttede de driftsledelsen til stationen i Lund, hvor der blev bygget en ny bolig til stationsforstanderen. Hovedkontoret blev liggende på privatbanestationen indtil september 1945, hvor den blev overtaget af Andelsboligselskabet Beringsgården. der skulle opføre boligblokke på arealet. Hovedkontoret flyttede så ind i nogle af boligselskabets lejligheder på Marius Holsts Gade.

### Driften
Ministeriet godkendte, at Tørringbanen indgik i Horsens Vestbaner sammen med de nye strækninger, så 26. marts 1929 besluttede en ekstraordinær generalforsamling at opløse det gamle selskab Horsens-Tørring Jernbane. Horsens Vestbaner overtog Tørringbanens personale, der næsten alle var på højeste løntrin. Det blev hovedårsagen til, at første driftsår endte med et underskud på 5.244 kr., for man kunne have sparet 20.000 kr. ved at ansætte nyt personale.
Horsens Vestbaner gav underskud alle årene undtagen 1934-35, hvor mergeltransporterne bevirkede et lille overskud, og besættelsesårene, hvor banen tjente store overskud på brunkulstransporter fra Midtjylland til Horsens Havn. Her spillede banen en væsentlig rolle i landets energiforsyning.
Horsens Vestbaner og Bryrupbanen, der allerede havde et stærkt samarbejde, dannede i 1951 sammen med Juelsmindebanen og Horsens-Odder Jernbane det fælles driftsselskab Horsens Privatbaner. Det indebar, at driftsledelsen i 1952 flyttede fra Lund tilbage til Horsens station, hvor der i 1952 blev bygget en stor fælles remise og fælles trafikkontor for alle fire baner.

## Standsningssteder
Km angives fra (den nye) Horsens Station.

### Horsens-Thyregod
- Horsens Privatbanestation, fra 1929 Horsens station (Hs) i km 0,0 – forbindelse med Fredericia-Skanderborg-Aarhus Jernbane, Horsens-Juelsminde Jernbane og Horsens-Odder Jernbane.
- Bygholm trinbræt i km 0,5 med sidespor 1892-1929, billetsalg fra vogterhuset 1901-20.
- Lund Mark trinbræt fra 1931 til 1. maj 1933.
- Lund station (Ld) i km 6,3 – forbindelse med Horsens-Bryrup-Silkeborg Jernbane.
- Kørup trinbræt med sidespor (Kø) i km 8,3. Senere station.
- Vrønding Østermark trinbræt i km 9,7.
- Vrønding station (Vr) i km 10,9.
- Flemming station (Fl) i km 13,6.
- Honum Skov trinbræt i km 14,7 fra 1931.
- Rask Mølle station (Rk) i km 16,8 – fra 1929 forgrening til Ejstrupholm.
- Dortheasminde trinbræt (Dm) i km 19,4 fra 1892 med sidespor til tagpapfabrikken Dortheasminde. Fabrikken opførte i 1899 en station, som HTB senere overtog.
- Uldum station (Ud) i km 20,3.
- Hesselballe trinbræt i km 22,3 fra 1931.
- Ølholm station (Øl) i km 24,5.
- Tørring station (Tø) i km 27,8 – endestation til 1929.
- Haustrupvejen trinbræt i km 30,0.
- Vonge station (Vo) i km 32,6.
- Kollemorten station (Ko) i km 35,8.
- Hårsbjerg trinbræt i km 39,0.
- Vesterlund station (Ve) i km 41,7.
- Thyregodlund trinbræt i km 44,0 fra 1930.
- Thyregod station (Tü) i km 47,3 med drejeskive – forbindelse med Vejle-Holstebro-banen.

### Rask Mølle-Ejstrupholm
- Rask Skov trinbræt fra 1932 til 1. oktober 1933.
- Åle station (Aa) i km 20,6.
- Åle Vestermark trinbræt i km 22,3.
- Hjortsvang station (Hj) i km 23,6.
- Linnerup trinbræt i km 24,8.
- Flåris trinbræt i km 27,3.
- Klovborg station (Kl) i km 28,7.
- Gribstrup Skole trinbræt i km 30,0.
- Gribstrup trinbræt i km 30,5.
- Krondal billetsalgssted (Kr) i km 32,0 – baneformandshus med ekspedition.
- Lerret trinbræt i km 32,8.
- Kjærsgård trinbræt i km 34,0.
- Nørre Snede station (Ns) i km 35,9.
- Bjørnskov trinbræt i km 38,4.
- Thorlund trinbræt (Th) i km 40,4.
- Holmegårdene trinbræt i km 41,6.
- Ejstrupholm station (Ej) i km 43,1 – forbindelse med Diagonalbanen.

### Bevarede stationsbygninger
I Horsens og Lund er bygningerne nedrevet. I Tørring blev remisen nedrevet i 1949 og stationsbygningen i 1978.
De 8 stationsbygninger på de nye strækninger fra 1929 blev tegnet af Viggo Norn. Numrene i parentes henviser til hans tre typer af forskellig længde: type 1 (15 m), type 2 (13 m) og type 3 (11 m):
- Kørup: Bisgårdsvej 8
- Vrønding: Ryesmindevej 8
- Flemming: Flemmingvej 31
- Rask Mølle: Stationspladsen 9
- Dortheasminde: Dortheasvej 14
- Uldum: Stationsvej 6
- Ølholm: Banevænget 5
- Vonge (1): Skolestien 8
- Kollemorten (2): Banevænget 20
- Vesterlund (2): Sydvænget 2
- Åle (1): Nyvej 15
- Hjortsvang (2): Hjortsvangvej 19
- Klovborg (1): Fredensgade 4
- Nørre Snede (1): Falkevej 38
- Thorlund (3): Brandevej 28B

## Nedlæggelsen
Persontrafikken blev nedlagt 31. december 1957. Herefter fjernede man det ene spor mellem Horsens og Lund, og en del mindre ekspeditionssteder blev nedlagt.
Godstrafikken fortsatte til 31. marts 1962. Sporet blev taget op i løbet af sommeren 1962 undtagen mellem Horsens og Lund, hvor det tilbageværende spor blev benyttet af Bryrupbanen indtil den blev nedlagt 30. marts 1968.

## Strækninger hvor banetracéet er bevaret
9 km af banetracéet er bevaret og tilgængeligt. Den længste strækning på 2 km går gennem Rask Skov og over Gudenåen ved Åle, hvor Nyvej også er anlagt på banetracéet.
- Banesti fra Rask Mølle gennem en lille skov ud til markerne
- Banesti ved Uldum - tv. for broen findes rester af den gamle jernbanebro
- Banedæmning ved Springbankevej nordvest for Kollemorten
- Banesti i Odderbæk til bækken og en lille sø
- Banesti gennem Rask Skov
- Banesti mod vest fra Klovborg Station, set fra varehusets læsserampe
- Banesti i den østlige ende af Nørre Snede
- Banesti mellem Nørre Snede og Frisbækvej